# Список астероїдів (84901—85000)
| Назва                         | Тимчасове позначення | Дата відкриття    | Місце відкриття               | Відкривач                   |
| ----------------------------- | -------------------- | ----------------- | ----------------------------- | --------------------------- |
| (84901) 2003 TF13             | 2003 TF13            | 15 жовтня 2003    | Сокорро (Нью-Мексико)         | LINEAR                      |
| 84902 Поррантрюї (Porrentruy) | 2003 UU11            | 17 жовтня 2003    | Астрономічна обсерваторія Юра | Мішель Орі                  |
| (84903) 2003 UM38             | 2003 UM38            | 17 жовтня 2003    | Обсерваторія Кітт-Пік         | Spacewatch                  |
| (84904) 2003 UD57             | 2003 UD57            | 24 жовтня 2003    | Сокорро (Нью-Мексико)         | LINEAR                      |
| (84905) 2003 UD98             | 2003 UD98            | 19 жовтня 2003    | Станція Андерсон-Меса         | LONEOS                      |
| (84906) 2003 UU132            | 2003 UU132           | 19 жовтня 2003    | Паломарська обсерваторія      | NEAT                        |
| (84907) 2003 UQ138            | 2003 UQ138           | 21 жовтня 2003    | Сокорро (Нью-Мексико)         | LINEAR                      |
| (84908) 2003 UR138            | 2003 UR138           | 21 жовтня 2003    | Станція Андерсон-Меса         | LONEOS                      |
| (84909) 2003 US138            | 2003 US138           | 21 жовтня 2003    | Станція Андерсон-Меса         | LONEOS                      |
| (84910) 2003 UG190            | 2003 UG190           | 22 жовтня 2003    | Сокорро (Нью-Мексико)         | LINEAR                      |
| (84911) 2003 UH190            | 2003 UH190           | 22 жовтня 2003    | Станція Андерсон-Меса         | LONEOS                      |
| (84912) 2003 UP222            | 2003 UP222           | 22 жовтня 2003    | Сокорро (Нью-Мексико)         | LINEAR                      |
| (84913) 2003 UG226            | 2003 UG226           | 22 жовтня 2003    | Сокорро (Нью-Мексико)         | LINEAR                      |
| (84914) 2003 UP235            | 2003 UP235           | 24 жовтня 2003    | Обсерваторія Кітт-Пік         | Spacewatch                  |
| (84915) 2003 UT247            | 2003 UT247           | 24 жовтня 2003    | Обсерваторія Кітт-Пік         | Spacewatch                  |
| (84916) 2003 UO251            | 2003 UO251           | 25 жовтня 2003    | Обсерваторія Кітт-Пік         | Spacewatch                  |
| (84917) 2003 UX259            | 2003 UX259           | 25 жовтня 2003    | Сокорро (Нью-Мексико)         | LINEAR                      |
| (84918) 2003 UQ260            | 2003 UQ260           | 25 жовтня 2003    | Сокорро (Нью-Мексико)         | LINEAR                      |
| 84919 Karinthy                | 2003 VH              | 3 листопада 2003  | Обсерваторія Піскештето       | К. Сарнецкі, Саболч Месарош |
| (84920) 2003 VM1              | 2003 VM1             | 6 листопада 2003  | Обсерваторія Ондржейов        | Ян Карел Манек              |
| 84921 Морколаб (Morkolab)     | 2003 VN1             | 9 листопада 2003  | Обсерваторія Піскештето       | К. Сарнецкі, Бріґіта Шіпоч  |
| (84922) 2003 VS2              | 2003 VS2             | 14 листопада 2003 | Паломарська обсерваторія      | NEAT                        |
| (84923) 2003 VZ3              | 2003 VZ3             | 14 листопада 2003 | Паломарська обсерваторія      | NEAT                        |
| (84924) 2003 VB6              | 2003 VB6             | 15 листопада 2003 | Обсерваторія Ґудрайк-Піґотт   | Рой Такер                   |
| (84925) 2003 VL9              | 2003 VL9             | 15 листопада 2003 | Паломарська обсерваторія      | NEAT                        |
| (84926) 2003 WR3              | 2003 WR3             | 16 листопада 2003 | Каталінський огляд            | Каталінський огляд          |
| (84927) 2003 WT9              | 2003 WT9             | 18 листопада 2003 | Обсерваторія Кітт-Пік         | Spacewatch                  |
| 84928 Oliversacks             | 2003 WE13            | 16 листопада 2003 | Каталінський огляд            | Каталінський огляд          |
| (84929) 2003 WJ19             | 2003 WJ19            | 19 листопада 2003 | Сокорро (Нью-Мексико)         | LINEAR                      |
| (84930) 2003 WX21             | 2003 WX21            | 21 листопада 2003 | Паломарська обсерваторія      | NEAT                        |
| (84931) 2003 WG73             | 2003 WG73            | 20 листопада 2003 | Сокорро (Нью-Мексико)         | LINEAR                      |
| (84932) 2003 WE77             | 2003 WE77            | 19 листопада 2003 | Сокорро (Нью-Мексико)         | LINEAR                      |
| (84933) 2003 WM77             | 2003 WM77            | 19 листопада 2003 | Сокорро (Нью-Мексико)         | LINEAR                      |
| (84934) 2003 WH83             | 2003 WH83            | 20 листопада 2003 | Сокорро (Нью-Мексико)         | LINEAR                      |
| (84935) 2003 WT87             | 2003 WT87            | 22 листопада 2003 | Сокорро (Нью-Мексико)         | LINEAR                      |
| (84936) 2003 WJ121            | 2003 WJ121           | 20 листопада 2003 | Сокорро (Нью-Мексико)         | LINEAR                      |
| (84937) 2003 WX123            | 2003 WX123           | 20 листопада 2003 | Сокорро (Нью-Мексико)         | LINEAR                      |
| (84938) 2003 WQ127            | 2003 WQ127           | 20 листопада 2003 | Сокорро (Нью-Мексико)         | LINEAR                      |
| (84939) 2003 WO130            | 2003 WO130           | 21 листопада 2003 | Сокорро (Нью-Мексико)         | LINEAR                      |
| (84940) 2003 WL138            | 2003 WL138           | 21 листопада 2003 | Сокорро (Нью-Мексико)         | LINEAR                      |
| (84941) 2003 WE142            | 2003 WE142           | 21 листопада 2003 | Сокорро (Нью-Мексико)         | LINEAR                      |
| (84942) 2003 WJ142            | 2003 WJ142           | 21 листопада 2003 | Сокорро (Нью-Мексико)         | LINEAR                      |
| (84943) 2003 WC148            | 2003 WC148           | 23 листопада 2003 | Каталінський огляд            | Каталінський огляд          |
| (84944) 2003 WL153            | 2003 WL153           | 26 листопада 2003 | Станція Андерсон-Меса         | LONEOS                      |
| 84945 Solosky                 | 2003 WP153           | 27 листопада 2003 | Каталінський огляд            | Каталінський огляд          |
| (84946) 2003 WS161            | 2003 WS161           | 30 листопада 2003 | Сокорро (Нью-Мексико)         | LINEAR                      |
| (84947) 2003 WX169            | 2003 WX169           | 19 листопада 2003 | Сокорро (Нью-Мексико)         | LINEAR                      |
| (84948) 2003 WN170            | 2003 WN170           | 20 листопада 2003 | Сокорро (Нью-Мексико)         | LINEAR                      |
| (84949) 2003 WE171            | 2003 WE171           | 21 листопада 2003 | Станція Андерсон-Меса         | LONEOS                      |
| (84950) 2003 XJ3              | 2003 XJ3             | 1 грудня 2003     | Сокорро (Нью-Мексико)         | LINEAR                      |
| 84951 Kenwilson               | 2003 XX4             | 1 грудня 2003     | Каталінський огляд            | Каталінський огляд          |
| (84952) 2003 XD5              | 2003 XD5             | 1 грудня 2003     | Сокорро (Нью-Мексико)         | LINEAR                      |
| (84953) 2003 XE5              | 2003 XE5             | 1 грудня 2003     | Сокорро (Нью-Мексико)         | LINEAR                      |
| (84954) 2003 XY7              | 2003 XY7             | 3 грудня 2003     | Сокорро (Нью-Мексико)         | LINEAR                      |
| (84955) 2003 XB9              | 2003 XB9             | 4 грудня 2003     | Сокорро (Нью-Мексико)         | LINEAR                      |
| (84956) 2003 XL11             | 2003 XL11            | 12 грудня 2003    | Паломарська обсерваторія      | NEAT                        |
| (84957) 2003 XN13             | 2003 XN13            | 14 грудня 2003    | Паломарська обсерваторія      | NEAT                        |
| (84958) 2003 XS13             | 2003 XS13            | 14 грудня 2003    | Паломарська обсерваторія      | NEAT                        |
| (84959) 2003 XF18             | 2003 XF18            | 14 грудня 2003    | Обсерваторія Кітт-Пік         | Spacewatch                  |
| (84960) 2003 XS21             | 2003 XS21            | 14 грудня 2003    | Обсерваторія Кітт-Пік         | Spacewatch                  |
| (84961) 2003 XU21             | 2003 XU21            | 15 грудня 2003    | Паломарська обсерваторія      | NEAT                        |
| (84962) 2003 YM9              | 2003 YM9             | 17 грудня 2003    | Обсерваторія Чрні Врх         | Обсерваторія Чрні Врх       |
| (84963) 2003 YN13             | 2003 YN13            | 17 грудня 2003    | Станція Андерсон-Меса         | LONEOS                      |
| (84964) 2003 YF14             | 2003 YF14            | 17 грудня 2003    | Сокорро (Нью-Мексико)         | LINEAR                      |
| (84965) 2003 YV16             | 2003 YV16            | 17 грудня 2003    | Паломарська обсерваторія      | NEAT                        |
| (84966) 2003 YW16             | 2003 YW16            | 17 грудня 2003    | Паломарська обсерваторія      | NEAT                        |
| (84967) 2003 YX16             | 2003 YX16            | 17 грудня 2003    | Паломарська обсерваторія      | NEAT                        |
| (84968) 2003 YW17             | 2003 YW17            | 16 грудня 2003    | Станція Андерсон-Меса         | LONEOS                      |
| (84969) 2003 YB18             | 2003 YB18            | 16 грудня 2003    | Станція Андерсон-Меса         | LONEOS                      |
| (84970) 2003 YA23             | 2003 YA23            | 16 грудня 2003    | Станція Андерсон-Меса         | LONEOS                      |
| (84971) 2003 YZ23             | 2003 YZ23            | 17 грудня 2003    | Сокорро (Нью-Мексико)         | LINEAR                      |
| (84972) 2003 YM28             | 2003 YM28            | 17 грудня 2003    | Паломарська обсерваторія      | NEAT                        |
| (84973) 2003 YO28             | 2003 YO28            | 17 грудня 2003    | Обсерваторія Кітт-Пік         | Spacewatch                  |
| (84974) 2003 YB39             | 2003 YB39            | 19 грудня 2003    | Сокорро (Нью-Мексико)         | LINEAR                      |
| (84975) 2003 YG43             | 2003 YG43            | 19 грудня 2003    | Сокорро (Нью-Мексико)         | LINEAR                      |
| (84976) 2003 YM43             | 2003 YM43            | 19 грудня 2003    | Сокорро (Нью-Мексико)         | LINEAR                      |
| (84977) 2003 YN53             | 2003 YN53            | 19 грудня 2003    | Сокорро (Нью-Мексико)         | LINEAR                      |
| (84978) 2003 YY53             | 2003 YY53            | 19 грудня 2003    | Сокорро (Нью-Мексико)         | LINEAR                      |
| (84979) 2003 YU64             | 2003 YU64            | 19 грудня 2003    | Сокорро (Нью-Мексико)         | LINEAR                      |
| (84980) 2003 YZ64             | 2003 YZ64            | 19 грудня 2003    | Сокорро (Нью-Мексико)         | LINEAR                      |
| (84981) 2003 YB65             | 2003 YB65            | 19 грудня 2003    | Сокорро (Нью-Мексико)         | LINEAR                      |
| (84982) 2003 YM65             | 2003 YM65            | 19 грудня 2003    | Сокорро (Нью-Мексико)         | LINEAR                      |
| (84983) 2003 YO65             | 2003 YO65            | 19 грудня 2003    | Сокорро (Нью-Мексико)         | LINEAR                      |
| (84984) 2003 YL66             | 2003 YL66            | 20 грудня 2003    | Сокорро (Нью-Мексико)         | LINEAR                      |
| (84985) 2003 YU66             | 2003 YU66            | 20 грудня 2003    | Сокорро (Нью-Мексико)         | LINEAR                      |
| (84986) 2003 YC83             | 2003 YC83            | 18 грудня 2003    | Обсерваторія Кітт-Пік         | Spacewatch                  |
| (84987) 2003 YK83             | 2003 YK83            | 18 грудня 2003    | Обсерваторія Чрні Врх         | Обсерваторія Чрні Врх       |
| (84988) 2003 YY88             | 2003 YY88            | 19 грудня 2003    | Сокорро (Нью-Мексико)         | LINEAR                      |
| (84989) 2003 YD89             | 2003 YD89            | 19 грудня 2003    | Сокорро (Нью-Мексико)         | LINEAR                      |
| (84990) 2003 YC90             | 2003 YC90            | 19 грудня 2003    | Обсерваторія Кітт-Пік         | Spacewatch                  |
| 84991 Bettyphilpotts          | 2003 YM94            | 22 грудня 2003    | Каталінський огляд            | Каталінський огляд          |
| (84992) 2003 YM100            | 2003 YM100           | 19 грудня 2003    | Сокорро (Нью-Мексико)         | LINEAR                      |
| (84993) 2003 YL102            | 2003 YL102           | 19 грудня 2003    | Сокорро (Нью-Мексико)         | LINEAR                      |
| (84994) 2003 YW106            | 2003 YW106           | 22 грудня 2003    | Каталінський огляд            | Каталінський огляд          |
| 84995 Zselic                  | 2003 YB108           | 26 грудня 2003    | Обсерваторія Піскештето       | К. Сарнецкі                 |
| 84996 Hortobagy               | 2003 YW110           | 26 грудня 2003    | Обсерваторія Піскештето       | К. Сарнецкі                 |
| (84997) 2003 YP118            | 2003 YP118           | 27 грудня 2003    | Обсерваторія Кітт-Пік         | Spacewatch                  |
| (84998) 2003 YD123            | 2003 YD123           | 27 грудня 2003    | Сокорро (Нью-Мексико)         | LINEAR                      |
| (84999) 2003 YM123            | 2003 YM123           | 27 грудня 2003    | Обсерваторія Галеакала        | NEAT                        |
| (85000) 2003 YA125            | 2003 YA125           | 27 грудня 2003    | Обсерваторія Чрні Врх         | Обсерваторія Чрні Врх       |